# CMc (Inschrift)

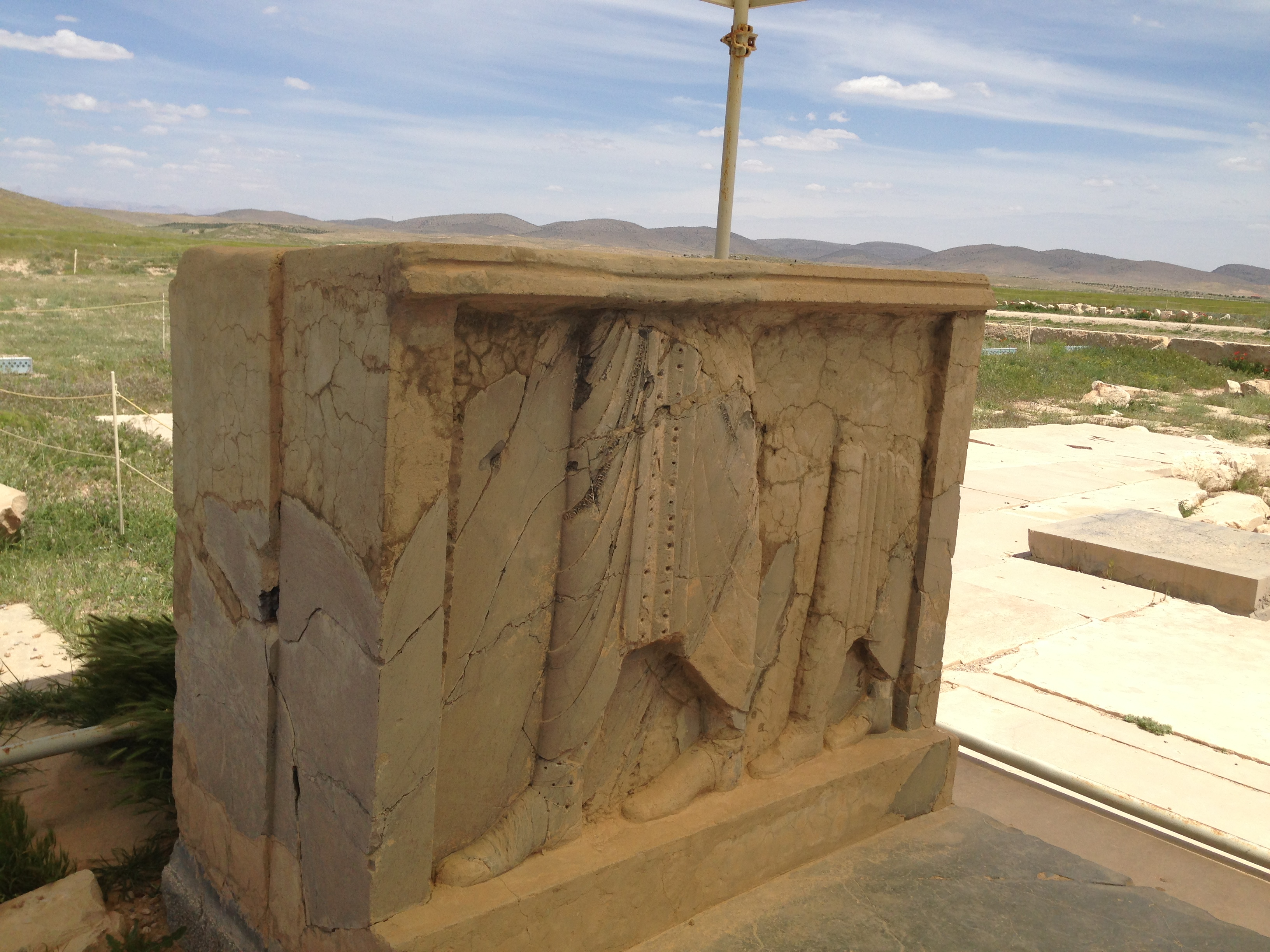
Die rechte Seite des nordwestlichen Eingangs zum Palast P mit der elamischen und teilweise erhaltenen babylonischen Sprachversion auf den Falten der Kleidung der Königsfigur

CMc ist die Abkürzung für eine Inschrift des persischen Königs Kyros II. (C). Sie wurde auf der Murghab-Ebene (M) in Pasargadae entdeckt und von der Wissenschaft mit einem Index (c) versehen. Es handelt sich um eine mehrsprachige Inschrift (altpersisch, elamisch und babylonisch). Ob Kyros II. die Inschrift anfertigen ließ, ist umstritten.
Mancherorts kann man auch der Bezeichnung DMb oder DMc für die gleiche Inschrift begegnen. Sie würde dann Dareios I. (D) zugesprochen, ergänzt um den Fundort Murghab-Ebene (M) in Pasargadae und dem Index (b), beziehungsweise (c).

## Inhalt
„(Dies ist) Kūraš, der [große] König, [der Achämenide].“

## Beschreibung
Das ursprünglich in vierfacher Ausführung errichtete Relief zeigt eine Königsfigur gefolgt von einem Diener. Beide tragen die persische Kleidung mit aufgeschichteten Falten, die von einer senkrechten Mittelfalte symmetrisch und diagonal flüchten und gleichzeitig am unteren Ende einen sogenannten omega-förmigen Abschluss aufweisen. Wahrscheinlich ist es der linke Fuß, der vorgestellt ist. Der König ist überlebensgroß und man sieht, dass er ein langes Zepter in der Hand gehalten hat. Seine Schuhe sind ohne Riemen, während diejenigen des Dieners drei Riemen auf der einen und zwei auf der anderen Seite zeigen. Die beiden Figuren verlassen die Halle.
Das Relief ist nur bis zur Hüfte erhalten und die elamische und babylonische Inschrift befinden sich auf den schrägen Falten symmetrisch angeordnet. Die persische Sprachversion befand sich wahrscheinlich auf den weiten Falten der Ärmel und ist nicht erhalten. Von anderen Fragmenten des Palastes P abgeleitet, war wahrscheinlich eine weitere Inschrift über dem Kopf des Königs angebracht, die nach der Klassifizierung von Roland Grubb Kent als CMb bezeichnet wird.

## Fundort
Die vier aus Kalkstein gemeißelten Reliefs befanden sich an den Eingängen zum Palast P. Die Inschriften wurden auf den Gewandfalten der Königsfigur gefunden. Ernst Herzfeld sah 1928 die Inschrift auf drei Reliefs, meldete aber bereits 1930, dass sie vollständig zerstört seien. 1951 wurden die Reliefs teilweise vor Ort renoviert.
Auf der rechten Seite des nordwestlichen Eingangs ist die elamische Version vollständig und die babylonische teilweise erhalten. Auf der linken Seite desselben Eingangs existiert der Anfang der babylonischen Version. Die altpersische Version, die im oberen Teil der Figur angebracht war, ist nur über eine erhaltene Determinante auf einem der Reliefs überliefert.

## Forschungsgeschichte
Die Inschrift wurde von Ernst Herzfeld 1928 entdeckt und wird kontrovers diskutiert. Ernst Herzfeld hatte sie vor 550 v. Chr. datiert und Walther Hinz setzte sie auf die Regierungszeit von Dareios I. an, da für ihn Dareios I. als der Erfinder der altpersischen Keilschrift feststand. Carl Nylander wies wie bei der Inschrift CMa die elamische und babylonische Sprachversion Kyros II. zu und die altpersische Dareios I. Pierre Lecoq wiederum schrieb sie in allen Sprachversionen Kyros II. zu.
Neben der Frage nach dem Erfinder der altpersischen Keilschrift steht bei dieser Inschrift die archäologische Datierung der Reliefs, beziehungsweise deren Stilmerkmale, im Mittelpunkt. In den 1940er und 1950er Jahren wurde von verschiedenen Forschern wie zum Beispiel Henri Frankfort 1946 und John Boardman 1959, die These aufgestellt, dass der Faltenstil der persischen Kleidung auf den achämenidischen Reliefs seinen Ursprung in der archaischen griechischen Kunst der 540er und 530er Jahre v. Chr. habe. Daraus wurde geschlossen, dass alle achämenidischen Reliefs mit der prägnanten Kleidung in die Zeit von Dareios I. zu datieren seien. Dieser Meinung schloss sich 1978 David Stronach an, als er das Relief mit der Inschrift CMc auf 510 v. Chr. datierte. Damit begründete er gleichzeitig, dass die auf die Reliefs eingemeißelten Inschriften von Dareios I. stammen müssen und nicht von Kyros II. herrühren können.
Margaret Cool Root macht auf die fehlenden Anzeichen des erst unter Dareios I. verwendeten Zahnmeißels und der Anbringung der Inschrift auf den diagonalen Falten und nicht wie bei Dareios I. auf der senkrechten Falte aufmerksam. Es seien nur wenige, die bezweifeln würden, dass die diagonale Anordnung der Falten und der omega-förmige Abschluss zuerst in Griechenland entwickelt worden waren. Es ist deshalb naheliegend, dass die achämenidischen Skulpturen von der griechischen Entwicklung abhängig seien. Aber die Datierung der Erfindung des griechischen Stilmerkmals sei bei den frühen Forschern zu spät angesetzt worden. Die ältesten überlieferten griechischen Darstellungen werden heute auf 547 v. Chr. datiert. Es sei deshalb gut möglich, dass das Stilmerkmal durch den Feldzug gegen den lydischen König Krösus bekannt gewesen sei. Es gebe keinen Grund, das Relief mit der Inschrift CMc nicht Kyros II. zuzuweisen. Sie meint: „Während es für achämenidische Könige typisch ist, einen Text wie CMb hinzuzufügen, in dem der Beitrag jedes an einem bestimmten Projekt beteiligten Königs erläutert wird, ist es für einen regierenden König nicht typisch, ein Monument einschließlich der Schnitzerei der architektonischen Reliefs fertigzustellen und dann die königlichen Figuren auf diesen Reliefs mit dem Namen und den königlichen Titeln seines verstorbenen Vorgängers beschriften zu lassen – und das alles, ohne sich selbst zu erwähnen. Nach dem, was wir über die achämenidische Praxis wissen, ist so etwas eigentlich undenkbar.“
2011 konnte François Vallat nachweisen, dass die vollständig erhaltene elamische Sprachversion von CMc eher in der neuelamischen als in der achämenidischen Zeit angesiedelt werden muss, weil darin Formen und Begriffe verwendet werden, die später nicht mehr vorkommen.